# Leuke (nimfa)
Leuke (gr. Λεύκη ‘Biała’) – w mitologii greckiej jedna z nimf.
Uchodziła za córkę Okeanosa i Tetydy. Porwana przez zakochanego w niej Hadesa i uprowadzona do świata podziemnego. Pozbawiona daru nieśmiertelności zmarła, a zasmucony władca Podziemia zamienił ją wówczas w drzewo topoli białej, które rosło na Polach Elizejskich. Z gałązek tego drzewa wykonany został wieniec, który założył na głowę Herakles wracający z Hadesu.